# Gulripsi járás
A Gulripsi járás (oroszul Гулрыпшский район [Gulripsszkij rajon], abház nyelven Гәылрыҧшь араион [Geilrips arajon]) Abházia egyik járása. Területe 1835 km², székhelye Gulrips.

## Földrajz
A Nagy-Kaukázus déli oldalán, a Fekete-tenger partján fekszik. Északnyugati határfolyója a Szuhumi járás felé a Kelaszuri, délkeleti az Ocsamcsirai járás felé a Kodori.

## Nagyobb települések

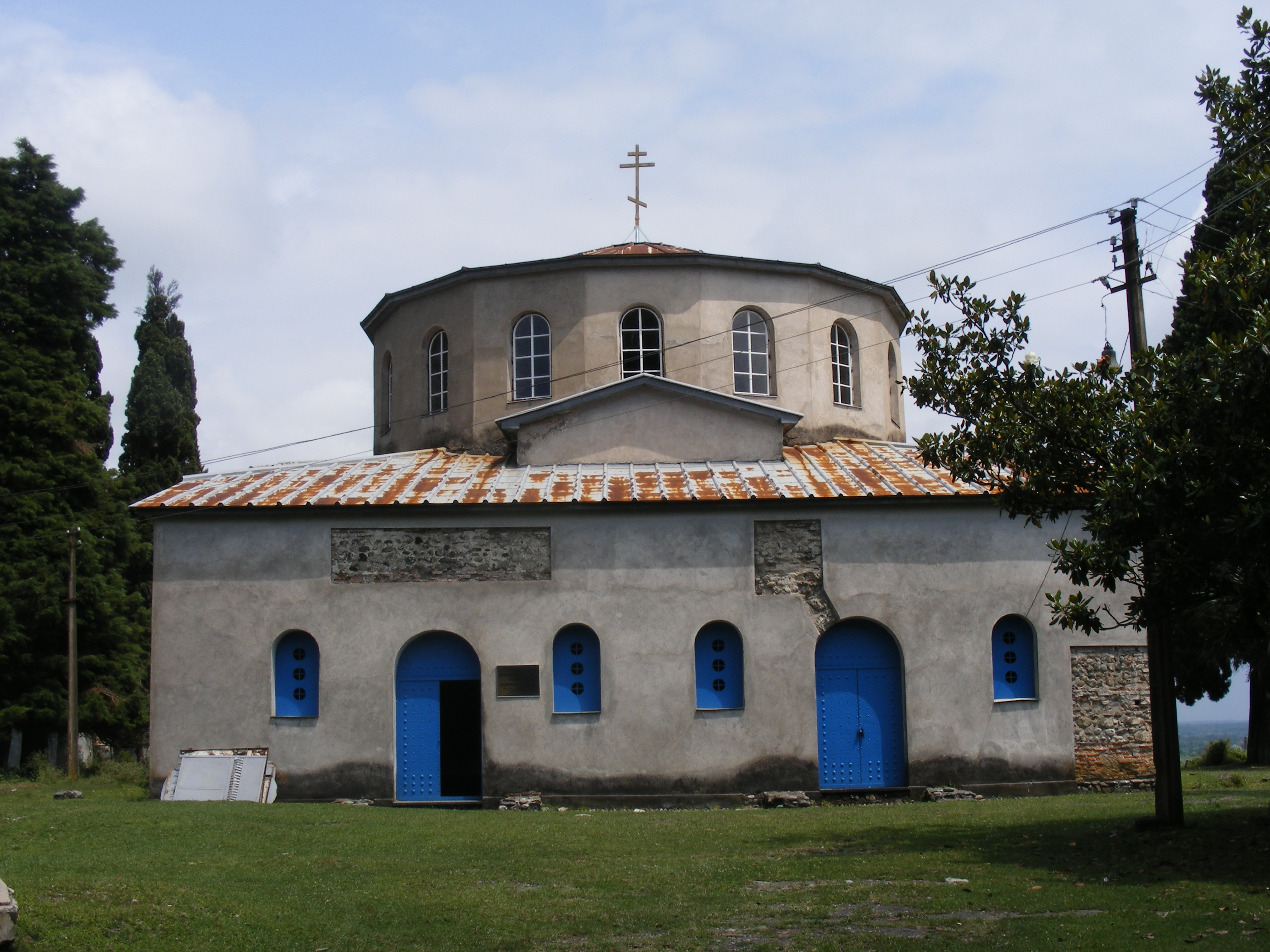
A drandai grúz ortodox templom

- Gulrips
- Cebelda
- Cschalta
- Dranda
- Babusara

## Népesség
- 1989-ben 54 962 lakosa volt, melyből 29 014 grúz (52,8%), 13 979 örmény (25,3%), 7746 orosz (13,9%), 1311 abház (2,4%), 1093 görög, 953 ukrán, 68 oszét.
- 2003-ban 17 962 lakosa volt, melyből 9374 örmény (52,2%), 4879 abház (27,2%), 2381 orosz (13,3%), 804 grúz (4,5%), 118 görög, 115 ukrán, 65 észt, 24 oszét, 202 egyéb.
- 2011-ben 18 032 lakosa volt, melyből 8430 örmény (46,8%), 6057 abház (33,6%), 2048 orosz (11,4%), 833 grúz (4,6%), 162 ukrán, 125 görög, 377 egyéb.